# Mànec de fregar

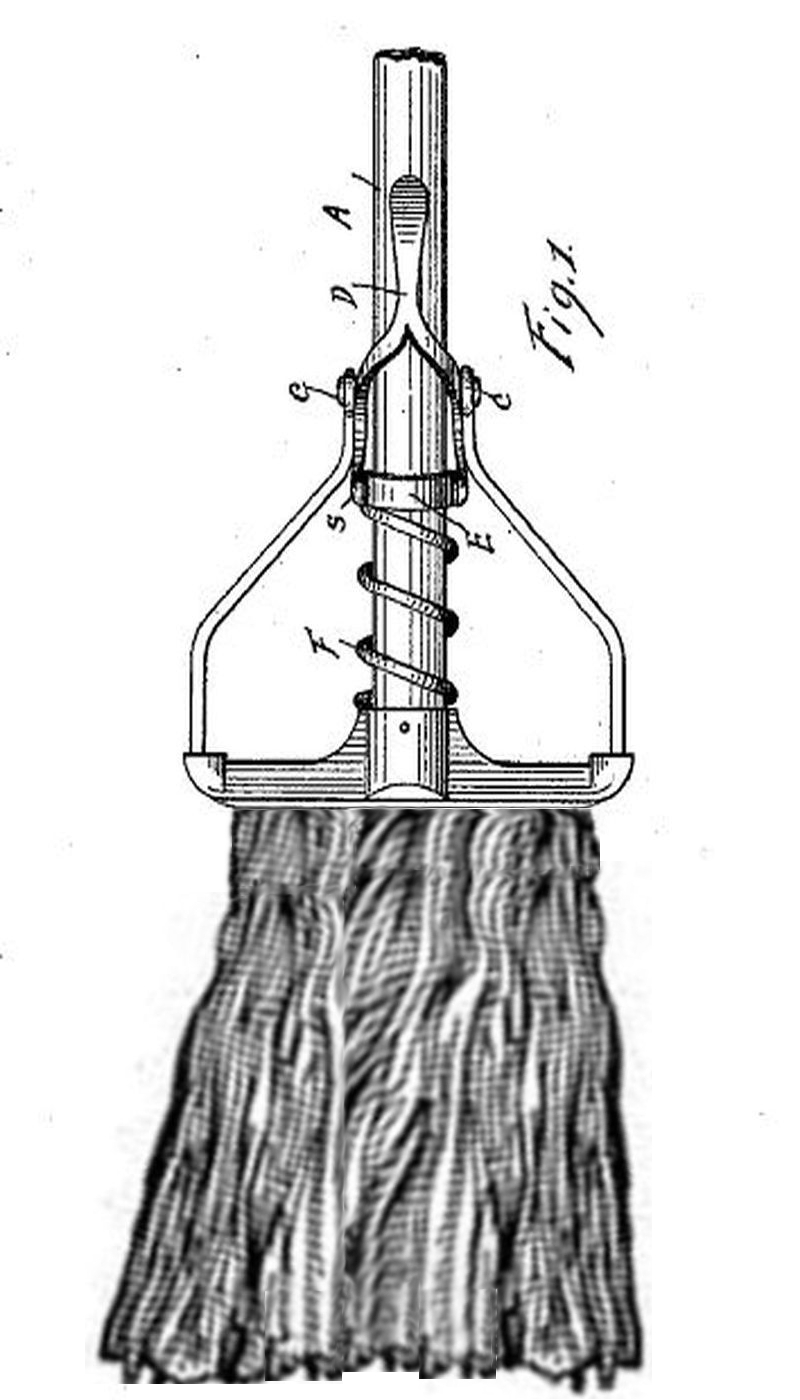
Mànec de fregar de T. W. Stewart, de 1893

El fregador o la fregadora, l'escurador o l'escuradora, i també els castellanismes normatius pal de fregar, fregona i motxo   és una eina per a netejar el terra humit. Normalment es tracta d'un mànec a l'extrem del qual hi ha uns serrells tèxtils absorbents. El fregador sol anar associat a un cubell escorredor. Per a torcar el sòl, després d'humitejar-lo i d'escórrer-lo, el manyoc de fibres, ajudant-se del mànec, es refrega contra la superfície del terra que es vol netejar. És la forma moderna del fregall que s'emprava, amb una escombra o sense, per a fregar i netejar els terres o les rajoles del sòl.
El mànec de fregar, entès com «un tot compost per una galleda de material plàstic, amb un escorredor del mateix material que s'acobla al poal i un mànec de fregar, a l'extrem del qual hi ha un fregall tèxtil, amb què es frega el terra», va ser fabricat a Espanya pel riojà Manuel Jalón Corominas, i es va anar perfeccionant fins a adquirir l'aspecte actual. També existeix la mopa seca, dissenyada per a collir pols, que acostuma a tenir el cap més ample i els fils més curts que els dels mànecs de fregar humits.
Tanmateix va ser el 1953, segons apareix a la pàgina 104 del Catàleg publicat el 29 de novembre de 2011 per l'Oficina Espanyola de Patents i Marques titulat 200 años de patentes, del Ministeri d'Indústria: «Entre els nombrosos antecedents del mànec de fregar hi ha la patent registrada el 1953 per Julia Montoussé Fargues i Julia Rodríguez-Maribona». Aquestes dues dones van inventar una disposició de galleda, mànec i fregall per la qual van obtenir el model d'utilitat número 34.262, de títol «dispositiu acoblable a tota classe de recipients com galledes, cubells, calders i similars, per a facilitar el fregat, rentat i eixugada de pisos, sòls, passadissos, sòcols i locals en general». I continua el text de l'Oficina de Patents «A la llum del que ens mostra el croquis adjunt, no pot qualificar-se d'altra cosa que d'un autèntic fregador amb mànec molt anterior al famós de Manuel Jalón».

## Història

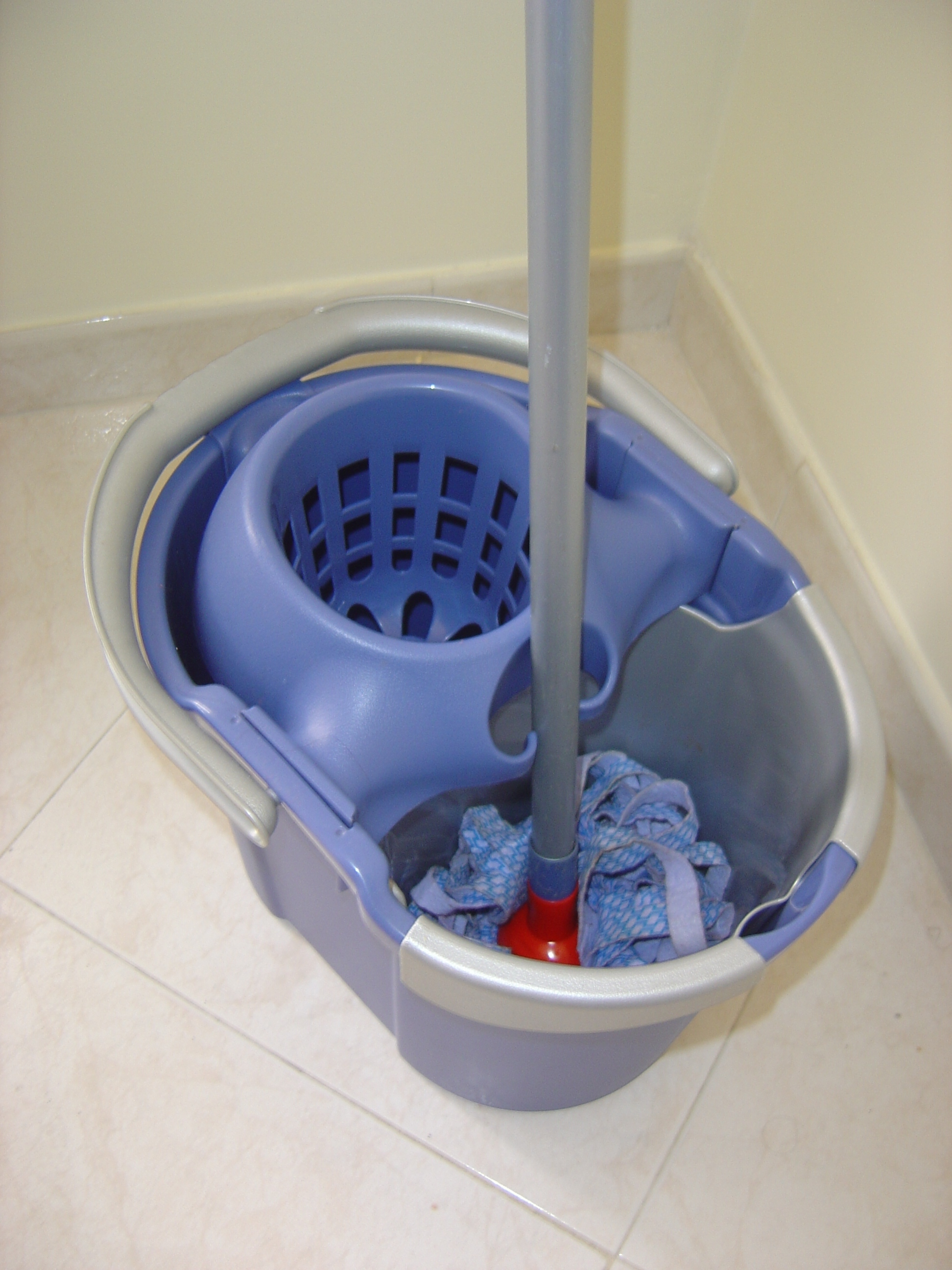
Mànec de fregar acabat d'usar i escorregut

- 1837: Jacob Howe va patentar un tipus de mànec de fregar ja l'any 1837.[13]
- 1893: Thomas W. Stewart, un inventor nord-americà va obtenir la patent número 499,402 el 13 de juny de 1893 per a un nou tipus de fixació per a una "Mop"[6]
- 1940: A la pel·lícula  Fantasia, en Mickey Mouse fa la  guerra contra els fregalls amb mànec fregant esbojarradament contra aquest (per aquest motiu la gent "d'arreu del mon" en coneixia l'existència).[14]
- 1953ː Julia Montoussé Fargues i Julia Rodríguez-Maribona van dissenyar un dispositiu de neteja que combinava galleda, mànec i drap, que posteriorment va ser conegut com a fregador amb mànec, i pel qual van obtenir el model d'utilitat n.º 34.262.[15]
- 1956: A la pel·lícula El nadó i el cuirassat, els mariners freguen la coberta del cuirassat amb un fregall i un cubell escorredor com els que es patentaren a Espanya aquell mateix any 1956.

### Història a Espanya
Entre 1900 i 1950 es van registrar nombroses patents que descrivien, amb diferents formes, mànecs i sistemes d'escórrer, una idea per a fregar amb fibres enganxades a un mànec, que s'escorren dins d'una galleda. Fins a arribar als models patentats entre 1957 i 1964 per l'enginyer riojà Manuel Jalón Corominas.
Julia Montoussé Fargues i Julia Rodriguez-Maribona el 1953 van obtenir "el model d'utilitat nº 34.262" compost de cubell, mànec i drap, com es pot veure a la pàgina 104 del Catàleg de Patents editat al novembre de 2011 amb motiu dels 200 anys de la promulgació de la primera Llei de patents i Marques pel Ministeri d'Indústria.
Manuel Jalón Corominas, després de treballar 12 anys als EUA en el manteniment d'avions de reacció, va voler implantar la tecnologia que havia vist als EUA i va introduir a Espanya el mànec de fregar i el cubell escorredor. Va fabricar les primeres unitats inspirades en el model americà (amb cubell metàl·lic i rodets) que posteriorment va modificar amb el con per escórrer l'aigua. Posteriorment, el 1964, inspirant-se en el model d'utilitat de Julia Montoussé Fargues i Julia Rodriguez-Maribona, el va millorar i el va registrar com a "patent d'invenció amb novetat internacional". Els primers articles van ser batejats com a aparells "lavasuelos" fins que Enrique Falcón va decidir escriure en les notes de la primera comanda la paraula "fregona". En aquest nou model l'escorreguda del fregall es fa mitjançant un con escorredor encaixat en l'embocadura del cubell, com havien ideat les dues Júlies, i tot això fet de plàstic. Anteriors a aquest model de Manuel Jalón ja existien als EUA "mops" amb cubell on l'escorreguda era feta per compressió dins un con escorredor. Manuel Jalón va registrar, el 1968, als EUA com a patent d'invenció seva un cubell escorredor amb corrons accionats per pedal.

## Galeria

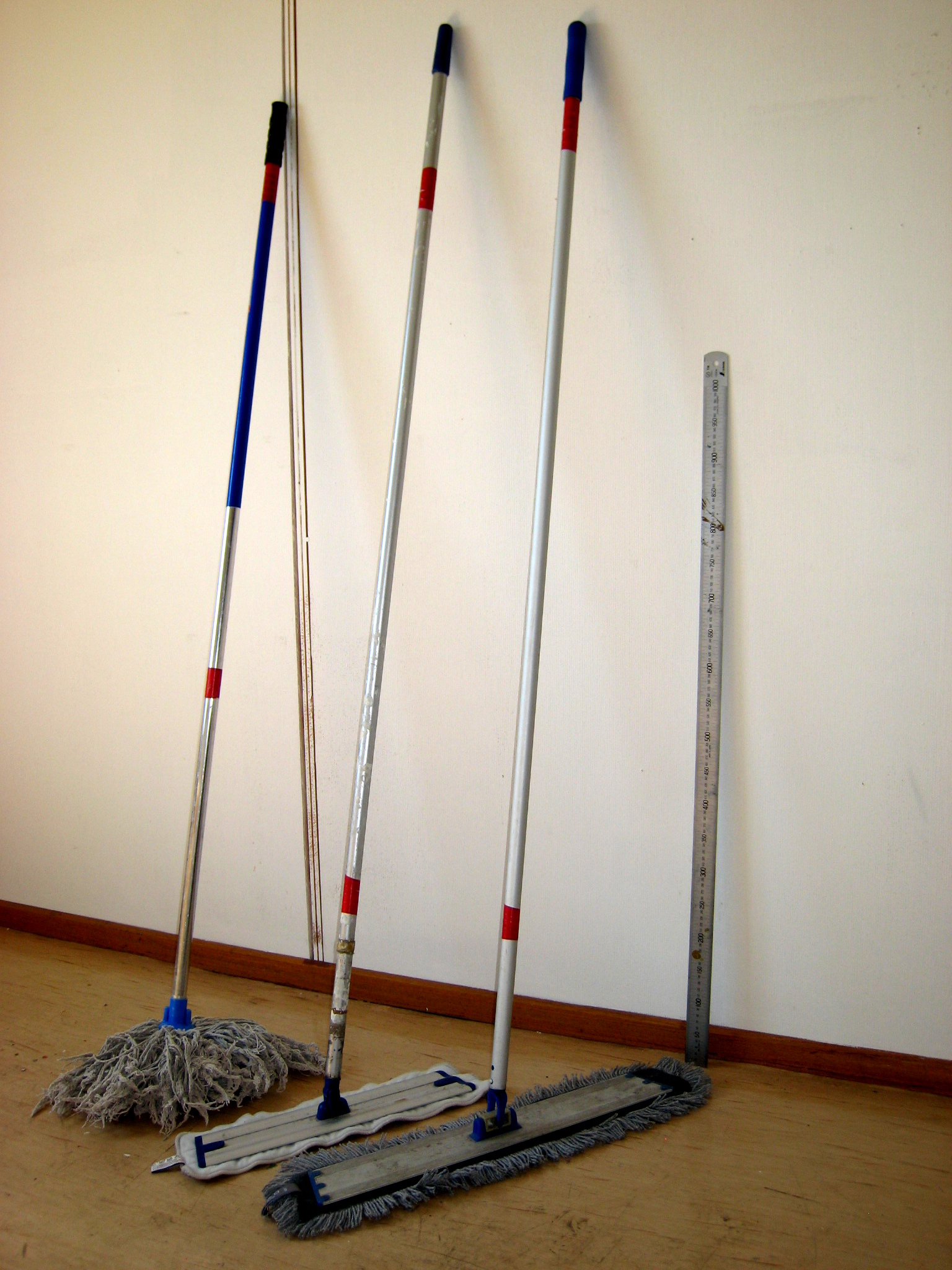
Menes de caps de fregadors
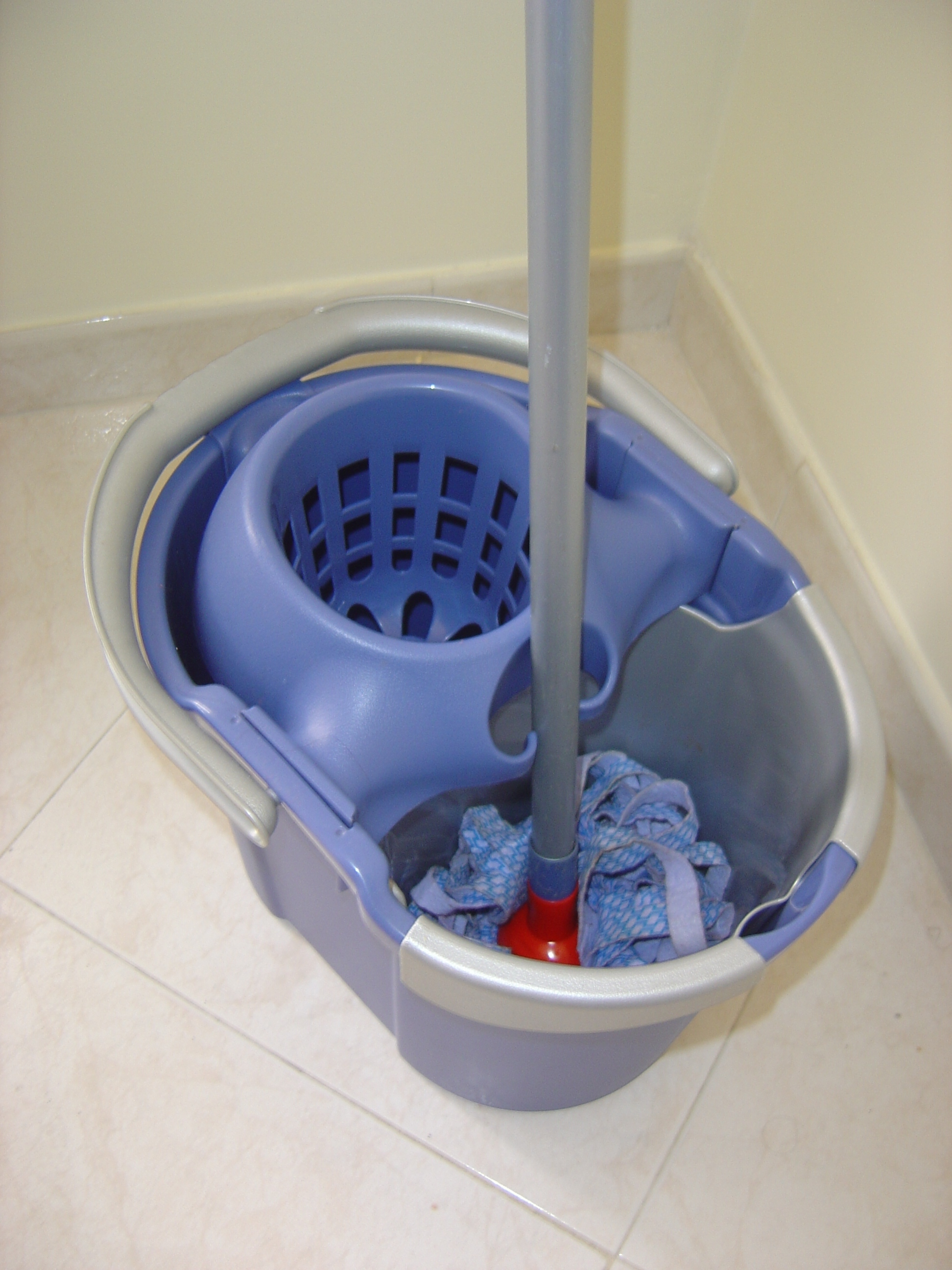
Fregador amb galleda
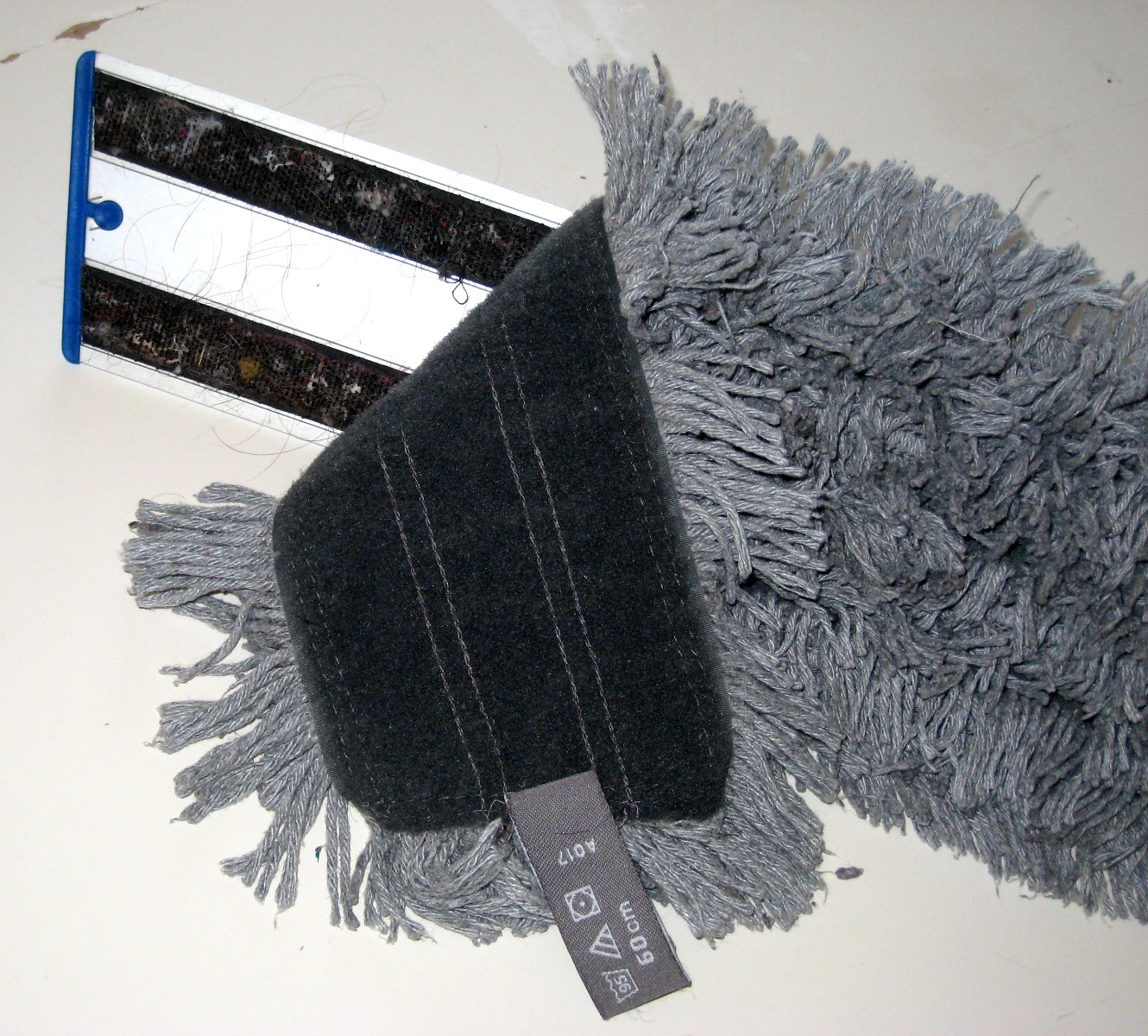
Fregador de microfibres